# Love Again
Love Again is een single van de Britse zangeres Dua Lipa van haar tweede studioalbum Future Nostalgia (2020). Het is geschreven door Lipa samen met Clarence Coffee Jr., Chelcee Grimes en de producent Koz, met extra productie van Stuart Price . Op 11 maart 2021 werd het als zesde single van het album naar de Franse radio's gestuurd. Love Again bevat elementen van " My Woman " (1932) van Al Bowlly, dus Bing Crosby, Max Wartell en Irving Wallman worden ook als schrijvers gecrediteerd. Het nummer is een dance-pop-, disco- en electronummer met een klassiek geluid en een 21e-eeuwse nu-discoproductie . Het nummer zelf gaat over liefdesverdriet, waarbij Lipa opnieuw verliefd wordt na een relatiebreuk.  Ze maakte de videoclip van het nummer op 31 mei bekend via sociale media.  De clip, geregisseerd door Nabil Elderkin, werd op 4 juni uitgebracht.  
Verschillende muziekcritici prezen het gebruik van het "My Woman"-sample in Love Again. 

## Promotie

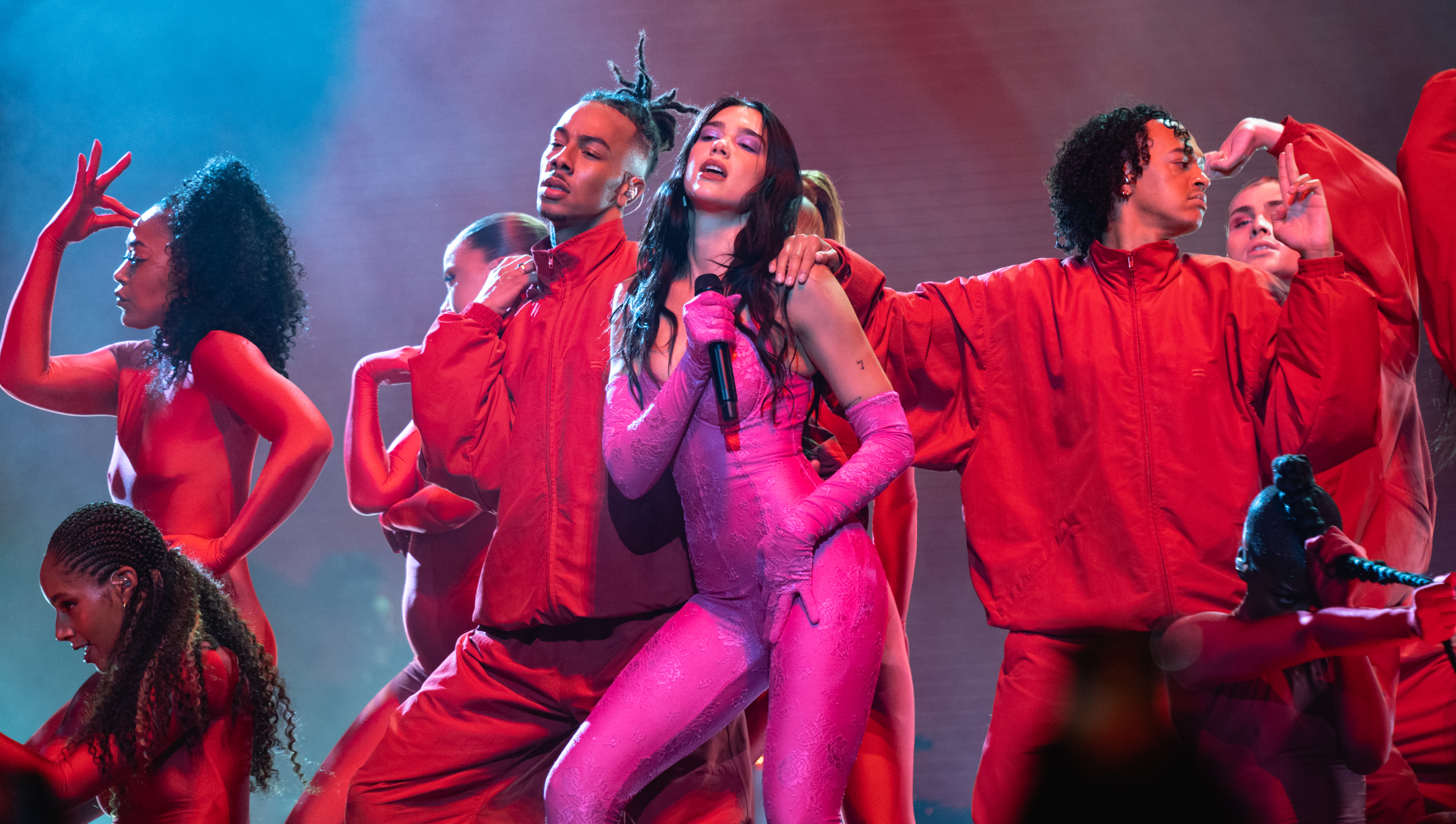
Lipa tijdens "Love Again" op de Future Nostalgia Tour in 2022.

Love Again werd in feite op 27 maart 2020 via Warner Records uitgebracht als achtste track op Lipa's tweede studioalbum Future Nostalgia. Op 30 maart 2020 zong ze het nummer voor het eerst in een virtueel optreden voor Amazon Music UK. Lipa voerde het nummer ook uit tijdens haar NPR Tiny Desk Concert, uitgebracht op 4 december 2020. Ze voerde het nummer ook uit tijdens de BRIT Awards 2021 als onderdeel van haar setlist van een Future Nostalgia Medley. Lipa zong het nummer als derde nummer tijdens haar Future Nostalgia Tour. 

## Commerciële prestaties
Na het uitbrengen van Future Nostalgia werd Love Again een relatief succesvolle albumsingle in heel Europa. Het nummer bereikte al snel een top 100 notering in Litouwen (43), Roemenië (86), Slovakije (69),  en Spanje (90e plaats). In april 2020 kondigde het label van Dua Lipa aan dat er meer singles van het album zouden komen; op het moment van het schrijven was Love Again ook nog de meest gedownloade albumtrack van Future Nostalgia in het Verenigd Koninkrijk. Het nummer kwam rond april/mei binnen in verschillende Europese hitlijsten. Het werd Dua's negentiende top 50 hit in de Ultratop 50 Vlaanderen, en reeds de zevende van haar album Future Nostalgia. Het nummer verkreeg veel airplay zowel in Vlaanderen als Wallonië. In Vlaanderen piekte het nummer na een maandje op plaats 5, en in Wallonië wist het nummer een tweede plaats te halen, na Bad Habits van Ed Sheeran.  

## Hitnoteringen

### Nederlandse Top 40
| Hitnotering: 19-06-2021 t/m 23-10-2021 | Hitnotering: 19-06-2021 t/m 23-10-2021 | Hitnotering: 19-06-2021 t/m 23-10-2021 | Hitnotering: 19-06-2021 t/m 23-10-2021 | Hitnotering: 19-06-2021 t/m 23-10-2021 | Hitnotering: 19-06-2021 t/m 23-10-2021 | Hitnotering: 19-06-2021 t/m 23-10-2021 | Hitnotering: 19-06-2021 t/m 23-10-2021 | Hitnotering: 19-06-2021 t/m 23-10-2021 | Hitnotering: 19-06-2021 t/m 23-10-2021 | Hitnotering: 19-06-2021 t/m 23-10-2021 | Hitnotering: 19-06-2021 t/m 23-10-2021 | Hitnotering: 19-06-2021 t/m 23-10-2021 | Hitnotering: 19-06-2021 t/m 23-10-2021 | Hitnotering: 19-06-2021 t/m 23-10-2021 | Hitnotering: 19-06-2021 t/m 23-10-2021 | Hitnotering: 19-06-2021 t/m 23-10-2021 | Hitnotering: 19-06-2021 t/m 23-10-2021 | Hitnotering: 19-06-2021 t/m 23-10-2021 | Hitnotering: 19-06-2021 t/m 23-10-2021 | Hitnotering: 19-06-2021 t/m 23-10-2021 | Hitnotering: 19-06-2021 t/m 23-10-2021 |
| Week:                                  | 1                                      | 2                                      | 3                                      | 4                                      | 5                                      | 6                                      | 7                                      | 8                                      | 9                                      | 10                                     | 11                                     | 12                                     | 13                                     | 14                                     | 15                                     | 16                                     | 17                                     | 18                                     | 19                                     |                                        |                                        |
| -------------------------------------- | -------------------------------------- | -------------------------------------- | -------------------------------------- | -------------------------------------- | -------------------------------------- | -------------------------------------- | -------------------------------------- | -------------------------------------- | -------------------------------------- | -------------------------------------- | -------------------------------------- | -------------------------------------- | -------------------------------------- | -------------------------------------- | -------------------------------------- | -------------------------------------- | -------------------------------------- | -------------------------------------- | -------------------------------------- | -------------------------------------- | -------------------------------------- |
| Positie:                               | 39                                     | 28                                     | 24                                     | 21                                     | 12                                     | 7                                      | 6                                      | 4                                      | 3                                      | 3                                      | 5                                      | 5                                      | 9                                      | 12                                     | 18                                     | 22                                     | 25                                     | 25                                     | 34                                     | uit                                    |                                        |

### NederlandseSingle Top 100
| Positie: | 97 | 58 | 45 | 39 | 36 | 32 | 25 | 25  | 23  | 21 | 24 | 22 | 30 | 32 |
| Week:    | 15 | 16 | 17 | 18 | 19 | 20 | 21 | 22  |     |    |    |    |    |    |
| Positie: | 31 | 33 | 34 | 36 | 42 | 45 | 70 | 100 | uit |    |    |    |    |    |

### Ultratop 50 Vlaanderen
| Positie: | 46 | 35 | 28 | 12 | 18 | 10 | 5  | 8  | 10 | 7  | 7  | 7   | 9  | 6  |
| Week:    | 15 | 16 | 17 | 18 | 19 | 20 | 21 | 22 | 23 | 24 | 25 |     | 26 | 27 |
| Positie: | 11 | 13 | 20 | 21 | 29 | 36 | 34 | 39 | 38 | 42 | 39 | uit | 45 | 47 |